# Lukas Ligeti
Lukas Ligeti (pronunciado /lígueti/; Viena, 13 de junio de 1965) es un compositor y percusionista austriaco. Es hijo del notable compositor húngaro György Ligeti (1923-2006). Con influencias que incluyen el experimentalismo de Nueva York, la música contemporánea, el jazz, y la música tradicional de África, Lukas Ligeti ha desarrollado una voz única como compositor e improvisador.

## Biografía
Lukas estudió composición en la Universidad de Música y Artes Escénicas de Viena, Austria, su ciudad natal. Fue becario de la Universidad de Stanford, y posteriormente vivió en la ciudad de Nueva York entre 1998 y 2015, año en que fue nombrado Profesor Asociado de Composición Integrada, Improvisación y Tecnología, un programa de doctorado innovador de la Universidad de California, Irvine (California, EE. UU.). Ha sido profesor en las Universidad de Ghana, donde colaboró con el eminente compositor y musicólogo J.H. Kwabena Nketia, y actualmente está completando su doctorado en la Universidad de Witwatersrand en Johannesburgo (Sudáfrica), donde previamente fue compositor residente. Vive en Irvine y Johannesburgo.

## Premios y obras
Lukas fue ganador del Premio CalArts Herb Alpert de las Artes en la categoría de música en 2010. Asimismo ha recibido dos Becas de Composición de la New York Foundation for the Arts, y otras dos del Austrian State, entre otros premios. Su música ha sido publicada por Tzadik, Cantaloupe, Intuition, Innova, Leo, entre otros sellos discográficos, y está apoyado por la marca de baquetas Vic Firth.
Sus composiciones han sido interpretadas en grandes salas de concierto y festivales a nivel mundial, habiendo recibido encargos, entre otros, de Bang on a Can, Kronos Quartet, Eighth Blackbird, Ensemble Modern, American Composers Orchestra, MDR Orchestra (Alemania), Håkan Hardenberger y Colin Currie, Universidad de Nueva York, Subtropics Festival/Historical Museum of South Florida, Vienna Festwochen, Radio France, Icebreaker (Reino Unido), y un consorcio que incluye a marimbistas como Eric Beach (So Percussion) y Ji Hye Jung. Su música ha sido interpretada por la Vienna Radio Symphony Orchestra, Orchestre National de Lyon, Tonkünstler Orchestra, London Sinfonietta, Liverpool Philharmonic Ensemble 10/10, San Francisco Contemporary Music Players, Present Music, Ensemble Mise-En, Contemporaneous, Ensemble “die reihe”, Amadinda, Third Coast, Kroumata Percussion Groups, etc.

## Colaboraciones
Lukas ha colaborado con coreógrafos tales como Karole Armitage y Panaibra Gabriel Canda, compuesto música para el canal europeo ARTE TV, y creado una instalación sonora para el Goethe Institut con motivo de la Copa Mundial de Fútbol de 2014 en Brasil. Ha participado en dos proyectos del artista sonoro libanés Tarek Atoui, y ha sido artista residente en el Museum of the History of Polish Jews de Varsovia, donde creó una performance site-specific.
Como percusionista y baterista, ha trabajado con John Zorn, Marilyn Crispell, Gary Lucas, John Tchicai, Henry Kaiser, Michael Manring, Wadada Leo Smith, DJ Spooky, Elliott Sharp, Raoul Björkenheim, Thollem McDonas, Jon Rose, Benoît Delbecq, miembros de Sonic Youth y de Grateful Dead, etc., y lidera o co-lidera grupos como Hypercolor (con Eyal Maoz y James Ilgenfritz) y Notebook. Ha dado conciertos en solitario de percusión electrónica en cuatro continentes tocando la Marimba Lumina, un instrumento diseñado por el mítico ingeniero de sintetizadores Don Buchla.
Pionero en la colaboración intercultural experimental en África durante más de veinte años, fue cofundador del conjunto Beta Foly en Costa de Marfil, y actualmente co-lidera Burkina Electric, la primera banda electrónica de Burkina Faso. Ha participado en colaboraciones y liderado proyectos en Egipto (con músicos nubios y miembros de la Orquesta de la Ópera de El Cairo), Uganda (con el grupo líder de música y danza, Ndere Troupe), Kenia, Zimbabue, Lesoto, etc.